# Ивуарийско-российские отношения
Ивуарийско-российские отношения — двусторонние дипломатические отношения между Кот-д’Ивуаром и Россией. Россия имеет посольство в Абиджане, у Кот-д’Ивуара есть посольство в Москве. Дипломатические отношения были установлены 23 января 1967 года. В 1969 году они были разорваны по инициативе ивуарийской стороны, а в 1986 году восстановлены по её же просьбе.

## История
Двусторонние связи традиционно носят дружественный характер. Осуществляется взаимодействие в ООН и на других международных площадках. Россия оказала Республике Кот-д’Ивуар гуманитарную помощь: в июне 2011 года. В ноябре 2012 года Абиджан посетил Специальный представитель Президента Российской Федерации по сотрудничеству со странами Африки, Председатель Комитета Совета Федерации по международным делам Михаил Маргелов. В январе 2013 года он встретился с президентом Республики Кот-д’Ивуар Алассаном Уаттарой на саммите Афросоюза в Аддис-Абебе.
Кот-д’Ивуар входит в число крупнейших торговых партнеров России в Африке к югу от Сахары. В Абиджане действует постоянное представительство российской нефтегазовой компании «Лукойл Оверсиз». В российских вузах подготовлено значительное число ивуарских специалистов.